# VV Fortuna in het seizoen 1968/69
Het seizoen 1968/1969 was het 14e jaar in het bestaan van de Vlaardingense betaaldvoetbalclub Fortuna. De club kwam uit in de Nederlandse Tweede divisie en eindigde daarin op de derde plaats, dit betekende rechtstreekse promotie naar de Eerste divisie. Tevens deed de club mee aan het toernooi om de KNVB beker, hierin werd de club in de eerste ronde, na verlenging, uitgeschakeld door MVV (0–1).

## Wedstrijdstatistieken

### Tweede divisie
|       | AGOVV | Baronie | SC Drente | EDO   | Excelsior | Gooiland | De Graafschap | Heerenveen | Hermes DVS | Limburgia | NOAD  | PEC   | Roda JC | Velox | FC VVV | ZFC   | Zwolsche Boys |
| ----- | ----- | ------- | --------- | ----- | --------- | -------- | ------------- | ---------- | ---------- | --------- | ----- | ----- | ------- | ----- | ------ | ----- | ------------- |
| Thuis | 3 – 0 | 3 – 1   | 3 – 0     | 2 – 1 | 1 – 1     | 4 – 4    | 0 – 0         | 1 – 1      | 2 – 0      | 2 – 0     | 4 – 0 | 1 – 1 | 1 – 0   | 2 – 0 | 2 – 0  | 1 – 1 | 0 – 0         |
| Uit   | 0 – 2 | 2 – 2   | 0 – 2     | 0 – 0 | 0 – 0     | 1 – 0    | 1 – 1         | 1 – 3      | 1 – 0      | 3 – 0     | 0 – 1 | 4 – 2 | 2 – 4   | 1 – 1 | 2 – 2  | 0 – 0 | 1 – 0         |

### KNVB beker
| 1e ronde                                         | Fortuna | 0 – 1 Na verlenging | MVV                    |
| 15 september 1968 Plaats: Vlaardingen Floreslaan |         |                     | 103' Peter Pleumeekers |

## Statistieken Fortuna 1968/1969

### Eindstand Fortuna in de Nederlandse Tweede divisie 1968 / 1969
| Stand | Gespeeld | Gewonnen | Gelijk | Verloren | Punten | Doelpunten voor | Doelpunten tegen |
| ----- | -------- | -------- | ------ | -------- | ------ | --------------- | ---------------- |
| 3e    | 34       | 15       | 14     | 5        | 44     | 52              | 29               |

### Topscorers
| #              | Naam                  | Goal |
| -------------- | --------------------- | ---- |
| 1.             | Jan Bouman            | 15   |
| 2.             | Jan Hordijk           | 12   |
| 3.             | Ed Verweel            | 7    |
| 4.             | Piet Janse            | 6    |
| 5.             | Jan Baksteen          | 3    |
| 6.             | Bouman                | 2    |
| 6.             | Maarten van der Zwan  | 2    |
| 8.             | Cees Bouman           | 1    |
| 8.             | Adrie van Oudheusden  | 1    |
| 8.             | Ger Pijl              | 1    |
| 8.             | Marcus Schippers      | 1    |
| Eigen doelpunt |                       |      |
| 1.             | Henk Zieltjens (NOAD) | 1    |
| Totaal         | Totaal                | 52   |

| #      | Naam        | Goal |
| ------ | ----------- | ---- |
| –      | Geen speler | 0    |
| Totaal | Totaal      | 0    |